# Hexafluoruro de azufre
El hexafluoruro de azufre es un compuesto inorgánico de fórmula SF6. En condiciones normales de presión y temperatura es un gas incoloro, inodoro, no tóxico y no inflamable, con la peculiaridad de ser cinco veces más pesado que el aire, presentando una densidad de 6,13 g/L a una atmósfera de presión. El SF6 presenta geometría molecular octaédrica, consistente en seis átomos de flúor enlazados a un átomo central de azufre. Es una molécula hipervalente que se encuentra en gases no polares. Es un gas muy inerte y poco soluble en agua, aunque sí en disolventes orgánicos no polares.  También reacciona con el litio.
Es un gas causante de efecto invernadero, catalogado con un índice GWP de 176 (unas 20 000 veces más que el CO2), pero dada su gran densidad no asciende a las capas altas de la atmósfera. Sin embargo, dado que es un gas con una alta vida útil (3200 años), su contribución al calentamiento global se considera alta. 

## Síntesis
Fue descubierto en 1901 por el Premio Nobel de Química Henri Moissan y por Paul Lebeau, sintetizado a partir de la exposición directa de azufre (S8) y diflúor gaseoso (F2) a 300 °C. En la actualidad sigue utilizándose esencialmente el mismo sistema para su fabricación industrial, con el único añadido de posteriores procesos de purificación.

## Características
Es un gas de elevada constante dieléctrica (muy aislante), por lo que se usa habitualmente como aislante en los sistemas de distribución de electricidad, especialmente en sistemas de alta tensión. También se aplica en algunos procesos industriales siderúrgicos, y en cirugía ocular
A elevadas temperaturas (más de 204 °C), se descompone en sustancias tóxicas, como ácido fluorhídrico, dióxido de azufre y distintos sulfatos.

## Curiosidades
Este gas es conocido por afectar a la voz humana de modo opuesto al helio: al inhalar este gas, la densidad del gas provocará una vibración menor en las cuerdas vocales, haciendo que la voz suene más grave.
Otra aplicación lúdica provocada por la elevada densidad de este gas es la de hacer flotar objetos en él, dando la apariencia de que dichos objetos flotan en el aire.

## El hexafluoruro de azufre en la cultura popular
El filósofo Jonás Barnaby hace referencia al hexafluoruro de azufre en varios ensayos, refiriéndose metafóricamente a él como una muestra de la capacidad tecnoludocrática de la mutabilidad de la consciencia-fonética humana.[cita requerida]